# Unité urbaine de Morteau
L'unité urbaine de Morteau est une unité urbaine française centrée sur la ville de Morteau dans le département du Doubs et la région Bourgogne-Franche-Comté. Elle est intégrée à l'aire d'attraction de Morteau. 

## Données globales
En 2020, selon l'Insee, l'unité urbaine de Morteau est composée de deux communes, situées dans le département du Doubs et l'arrondissement de Pontarlier.
En 2021, avec 9 976 habitants, elle constitue la quatrième agglomération la plus peuplée du département du Doubs, derrière celles de Besançon, Montbéliard et Pontarlier qui occupent les trois premiers rangs au niveau départemental.

## Délimitation de l'unité urbaine de 2020
L'Insee a procédé à une révision de la délimitation de l'unité urbaine de Morteau en 2020 qui est ainsi composée de deux communes urbaines.
| Nom                    | Code Insee | Département | Statut       | Superficie (km2) | Population (dernière pop. légale) | Densité (hab./km2) | Modifier                                    |
| ---------------------- | ---------- | ----------- | ------------ | ---------------- | --------------------------------- | ------------------ | ------------------------------------------- |
| Morteau (ville-centre) | 25411      | Doubs       | ville-centre | 14,11            | 6 905 (2022)                      | 489                | modifier les données · modifier les données |
| Les Fins               | 25240      | Doubs       | banlieue     | 25,39            | 3 062 (2022)                      | 121                | modifier les données · modifier les données |

## Évolution démographique
| 1968  | 1975  | 1982  | 1990  | 1999  | 2010  | 2020   | 2021  |
| ----- | ----- | ----- | ----- | ----- | ----- | ------ | ----- |
| 7 899 | 8 891 | 8 791 | 8 899 | 8 971 | 9 608 | 10 008 | 9 976 |

Histogramme

(élaboration graphique par Wikipédia)